# Vichki Boïka
Pour les articles homonymes, voir Boyko (homonymie).
Les Vichki Boïka ou Tours Boïko (en ukrainien : Вишки Бойка) sont des plateformes pétrolières de la mer Noire construites en 2010 pour la B312 Petro Godovanets et en 2012 pour la B319 Ukraine par Naftogaz de la mer Noire (Chornomornaftogaz) sur le champ de gaz de Golitsyn.
Elles sont conquises par la Russie en 2015 et reprises par l'Ukraine en 2023,.